# 穆萊·哈桑 (摩洛哥王儲)
穆萊·哈桑王子（阿拉伯语：الحسن بن محمد，2003年5月8日—）摩洛哥王儲，摩洛哥國王穆罕默德六世和王妃拉拉·薩爾瑪之長子，有一名胞妹拉拉·卡蒂嘉公主。

## 名稱
穆萊（Moulay）是摩洛哥一個給予男性貴族的榮譽稱號，哈桑才是他的名字。穆萊·哈桑王儲的名字源自他祖父摩洛哥國王哈桑二世。若穆萊·哈桑王子登基，他預計會成為國王哈桑三世。